# ウィリー・ウィリー
ウィリー・ウィリー（英語：willy willy）は、オーストラリアの主に北西部で塵旋風や砂嵐のことを指す先住民アボリジニの言葉。
夏を中心とする時期のオーストラリアでは、サイクロン(cyclone)・熱帯低気圧を含む熱帯擾乱が大陸の北西から内陸部へやってくる。これに伴って塵旋風や砂嵐が発生するが、それを先住民がウィリー・ウィリーと呼んだ。フォーテスキュー川(Fortescue River)流域に住むインジバルンディ族(Yindjibarndi people)の言葉だという。
この言葉はかつて、熱帯低気圧を指すという誤解が通用しており、欧米でも古い教科書に記載がみられた。
地理学者の小口高と財城真寿美の論文によると、現地オーストラリアでも1930年代ごろまで、大陸北西部や北部にやってくる熱帯低気圧を、気象局や新聞がウィリー・ウィリーと呼ぶようになっていた。しかし、1940年代以降は塵旋風や竜巻を指すよう用法が変化した。そして現代のオーストラリア英語では、サイクロン(cyclone)の語を熱帯低気圧に用いる。
一方、アメリカや日本などでは用法の変化が知られないまま古い誤解がしばらくの間残ったと考えられる。
小口らによると、日本の高等学校用の地図帳では1970年代ごろから「オーストラリアの熱帯低気圧をウィリー・ウィリーと呼ぶ」旨の記載が始まったが、2000年代ごろから変更がみられるようになり、ウィキペディア日本語版でもこのころ記述の変更がみられた。
なおwilly willyは、地名になっているウォガウォガのようにアボリジニの言葉によくみられる、同音を2度繰り返す重語のひとつに挙げられる。また、mai-mai（元はmia-mia、鴨打ちが身を隠すところの意）などと並んでニュージーランド英語に移入されたアボリジニの言葉のひとつにも挙げられる。